# Felix von Lichnowski
Felix Mari Carl Vicenz Andreas Fürst von Lichnowski (Troppau, 5 aprile 1814 – Francoforte sul Meno, 18 settembre 1848) è stato un politico tedesco.

## Biografia
Apparteneva ad una famiglia aristocratica di origine polacca della Slesia e suo padre era il principe Eduard von Lichnowski, rinomato storico del Medioevo dell'Europa orientale. Felix fu educato in casa sua da un precettore svizzero di lingua francese, che istruì il giovane aristocratico nelle scienze e nelle lingue, ma anche nelle arti del gentiluomo, come la scherma, l'equitazione e il bonton.
Raggiunta la maggiore età, von Lichnowski fu mandato a studiare all'università di Königsberg, e poi frequentò l'Accademia Militare di Schwerin uscendone tenente di artiglieria; spinto da un istinto sia goliardico che da un ideale politico filo-reazionario, o comunque moderato, si arruolò nell'armata carlista di Carlo Maria Isidoro di Borbone-Spagna, e distintosi, fu promosso maggiore dell'esercito spagnolo.
Tornato in Prussia, ricevette dal governo il compito di addetto militare presso i carlisti, che mantenne fino al 1840. Divenuto un importante leader dei proprietari terrieri della Slesia, fu eletto deputato prima al Parlamento di Prussia e poi all'Assemblea di Francoforte nel 1848; ivi rappresentava gli interessi dei conservatori junker.
In seguito alla deludente pace di Malmö coi danesi, condotta appunto da Lichnowski, dal generale von Wrangel e dal generale Hans von Auerswald, fu assalito dalla folla e trucidato con la sua scorta insieme a von Auerswald.
Altri martiri della Rivoluzione del 1848 furono Ferdinand Thoedor von Baillet de la Tour, linciato a Vienna, e Franz Philip von Lamberg, ucciso a Budapest.

## Ascendenza
|                                         |                                   |                                                    | Genitori                                           |  |  | Nonni |  |  | Bisnonni                            |  |  | Trisnonni                                  |  |
|                                         |                                   |                                                    |                                                    |  |  |       |  |  | Johann Carl Gottlieb von Lichnowsky |  |  | Franz Karl Leopold Bernhard von Lichnowsky |  |
|                                         |                                   |                                                    |                                                    |  |  |       |  |  | Johann Carl Gottlieb von Lichnowsky |  |  | Franz Karl Leopold Bernhard von Lichnowsky |  |
|                                         |                                   | Maria Barbara von Verdenberg und Namiest           |                                                    |  |  |       |  |  | Johann Carl Gottlieb von Lichnowsky |  |  |                                            |  |
| Karl von Lichnowsky                     |                                   |                                                    |                                                    |  |  |       |  |  | Johann Carl Gottlieb von Lichnowsky |  |  |                                            |  |
|                                         |                                   | Maria Karolina von Althann                         | Michael Johann von Althann                         |  |  |       |  |  |                                     |  |  |                                            |  |
|                                         |                                   | Maria Karolina von Althann                         | Michael Johann von Althann                         |  |  |       |  |  |                                     |  |  |                                            |  |
|                                         |                                   | Maria Karolina von Althann                         | Maria Josepha Kinsky of Wchinitz and Tettau        |  |  |       |  |  |                                     |  |  |                                            |  |
| Eduard von Lichnowsky                   |                                   | Maria Karolina von Althann                         |                                                    |  |  |       |  |  |                                     |  |  |                                            |  |
|                                         |                                   | Franz von Thun und Hohenstein                      | Josef von Thun und Hohenstein                      |  |  |       |  |  |                                     |  |  |                                            |  |
|                                         |                                   | Franz von Thun und Hohenstein                      | Josef von Thun und Hohenstein                      |  |  |       |  |  |                                     |  |  |                                            |  |
|                                         |                                   | Franz von Thun und Hohenstein                      | Maria Christiana von Hohenzollern-Hechingen        |  |  |       |  |  |                                     |  |  |                                            |  |
| Maria Christina von Thun und Hohenstein |                                   | Franz von Thun und Hohenstein                      |                                                    |  |  |       |  |  |                                     |  |  |                                            |  |
|                                         |                                   | Maria Wilhelmine von Ulfeldt                       | Corfitz Anton von Ulfeldt                          |  |  |       |  |  |                                     |  |  |                                            |  |
|                                         |                                   | Maria Wilhelmine von Ulfeldt                       | Corfitz Anton von Ulfeldt                          |  |  |       |  |  |                                     |  |  |                                            |  |
|                                         |                                   | Maria Wilhelmine von Ulfeldt                       | Maria Elisabeth von Lobkowicz                      |  |  |       |  |  |                                     |  |  |                                            |  |
| Felix von Lichnowski                    |                                   | Maria Wilhelmine von Ulfeldt                       |                                                    |  |  |       |  |  |                                     |  |  |                                            |  |
|                                         | István Zichy de Zics et Vázsonykő | János Zichy de Zics et Vázsonykő                   |                                                    |  |  |       |  |  |                                     |  |  |                                            |  |
|                                         | István Zichy de Zics et Vázsonykő | János Zichy de Zics et Vázsonykő                   |                                                    |  |  |       |  |  |                                     |  |  |                                            |  |
|                                         | István Zichy de Zics et Vázsonykő | Maria Anna Theresa von Thalheim                    |                                                    |  |  |       |  |  |                                     |  |  |                                            |  |
| Károly Zichy de Zics et Vázsonykő       | István Zichy de Zics et Vázsonykő |                                                    |                                                    |  |  |       |  |  |                                     |  |  |                                            |  |
|                                         |                                   | Maria Anna Cecilia Walburga von Stubenberg         | Karl von Stubenberg                                |  |  |       |  |  |                                     |  |  |                                            |  |
|                                         |                                   | Maria Anna Cecilia Walburga von Stubenberg         | Karl von Stubenberg                                |  |  |       |  |  |                                     |  |  |                                            |  |
|                                         |                                   | Maria Anna Cecilia Walburga von Stubenberg         | Maria Leopoldina Breunner                          |  |  |       |  |  |                                     |  |  |                                            |  |
| Eleonora Zichy de Zics et Vázsonykő     |                                   | Maria Anna Cecilia Walburga von Stubenberg         |                                                    |  |  |       |  |  |                                     |  |  |                                            |  |
|                                         |                                   | Johann Sigismund Friedrich von Khevenhüller-Metsch | Johann Joseph von Khevenhüller-Metsch              |  |  |       |  |  |                                     |  |  |                                            |  |
|                                         |                                   | Johann Sigismund Friedrich von Khevenhüller-Metsch | Johann Joseph von Khevenhüller-Metsch              |  |  |       |  |  |                                     |  |  |                                            |  |
|                                         |                                   | Johann Sigismund Friedrich von Khevenhüller-Metsch | Karolina Maria Auguste von Metsch                  |  |  |       |  |  |                                     |  |  |                                            |  |
| Anna Antonia von Khevenhüller-Metsch    |                                   | Johann Sigismund Friedrich von Khevenhüller-Metsch |                                                    |  |  |       |  |  |                                     |  |  |                                            |  |
|                                         |                                   | Marie Amalie von Liechtenstein                     | Emanuel von Liechtenstein                          |  |  |       |  |  |                                     |  |  |                                            |  |
|                                         |                                   | Marie Amalie von Liechtenstein                     | Emanuel von Liechtenstein                          |  |  |       |  |  |                                     |  |  |                                            |  |
|                                         |                                   | Marie Amalie von Liechtenstein                     | Maria Anna Antónia von Dietrichstein-Weichselstädt |  |  |       |  |  |                                     |  |  |                                            |  |
|                                         |                                   | Marie Amalie von Liechtenstein                     |                                                    |  |  |       |  |  |                                     |  |  |                                            |  |